# Roze muskaatduif
De roze muskaatduif (Ducula rosacea) is een vogel uit de familie der Columbidae (Duiven en tortelduiven).

## Verspreiding en leefgebied
Deze soort is endemisch op de Kleine Soenda-eilanden.